# Telesklep
Telesklep – gatunek programu telewizyjnego lub cały kanał telewizyjny poświęcony zakupom. Podczas programu produkty są szczegółowo omawiane i demonstrowane w użyciu. Prezenterzy wypowiadają na antenie charakterystyczny pitch sprzedażowy, po którym widzowie są instruowani, jak mogą zamówić produkt telefonicznie i otrzymać wysyłkę do swoich mieszkań. Telesklepy mogą skupiać się na mainstreamowym towarze, często produktach gospodarstwa domowego (mopy, roboty kuchenne), lub bardziej specjalistycznych kategoriach produktowych jak moda (futra), zestawy do ćwiczeń czy biżuteria. Termin telesklep może odnosić się także do kanałów, których ramówka składa się wyłącznie z reklam informacyjnych.
Obecnie, telesklepy doświadczają wysokiej konkurencji ze strony zakupów online. Kanały zakupowe początkowo opierały się wyłącznie na zamówieniach telefonicznych, ale pod wpływem presji konkurencyjnej były zmuszone dołączyć element online do swoich modeli biznesowych.
Znanym polskim kanałem telezakupowym są Telezakupy Mango.